# MX vs. ATV Unleashed
Mx vs. Atv Unleashed è un videogioco per Microsoft Windows, PlayStation 2, Xbox e telefoni cellulari, sviluppato dalla THQ e dalla Raimbow Studios(conosciuta già per la sua produzione precedente: Mx Unleashed)uscito nel 2005, che tratta di corse tra motocross, quad, "monster" truck, trophy truck, buggy, sand rail, golf cart, aeroplani ed elicotteri.

## Ambientazioni e circuiti
Molte piste (soprattutto quelle denominate "national") sono ambientate in luoghi che sono frutto della fantasia degli autori. Ad esempio potrebbe capitare di trovarsi a gareggiare su una spiaggia o in un bosco innevato in cui, come sottofondo, si sentono gli ululati dei lupi o il verso di altri animali che sono completamente estranei allo sfondo delle reali competizioni motoristiche. Nelle gare denominate invece "supercross", le ambientazioni sono molto più realistiche e le piste sono inserite all'interno di uno stadio. Anche per le competizioni "freestyle" le ambientazioni sono principalmente gli interni di uno stadio.

## Fisica del gioco e della CPU
La fisica delle componenti CPU, nonostante il surrealismo di alcuni ambienti, è molto realistica e le guida risulta molto difficile anche se non è molto tecnica. In parole povere, è impegnativa ma si allontana dalla realtà. Questo si può verificare facendo dei "trick" al limite, tra cui delle "combo" che sono impossibili nella realtà. Nonostante questo distaccamento dalla realtà, Mx vs Atv Unleashed risulta essere un gioco molto divertente ed impegnativo.

## Grafica
La grafica del gioco è molto realistica e gli errori relativi ad essa sono pressoché inesistenti. Il movimento del motociclista, ad esempio, risulta molto fluido e anche la dinamica dei mezzi ( il giro delle ruote, la sterzata, gli incidenti ecc. ) è molto precisa e impeccabile. Le piste e l'ambiente che le circondano sono disegnate molto bene e rendono il gioco molto vivace dal punto di vista paesaggistico.

## Volti noti nel gioco
Nel videogioco sono presenti molti piloti professionisti americani tra cui : Michael Byrne, Kevin Windam e James "Bubba" Stewart.